# Таменгуш
Таменгуш (порт. Tamengos)  —  район (фрегезия) в Португалии, входит в округ Авейру. Является составной частью муниципалитета Анадия. Находится в составе крупной городской агломерации Большое Авейру. По старому административному делению входил в провинцию Бейра-Литорал. Входит в экономико-статистический субрегион Байшу-Воуга, который входит в Центральный регион.
Население составляет 1623 человека. Занимает площадь 8,36 км².